# Народна судова палата

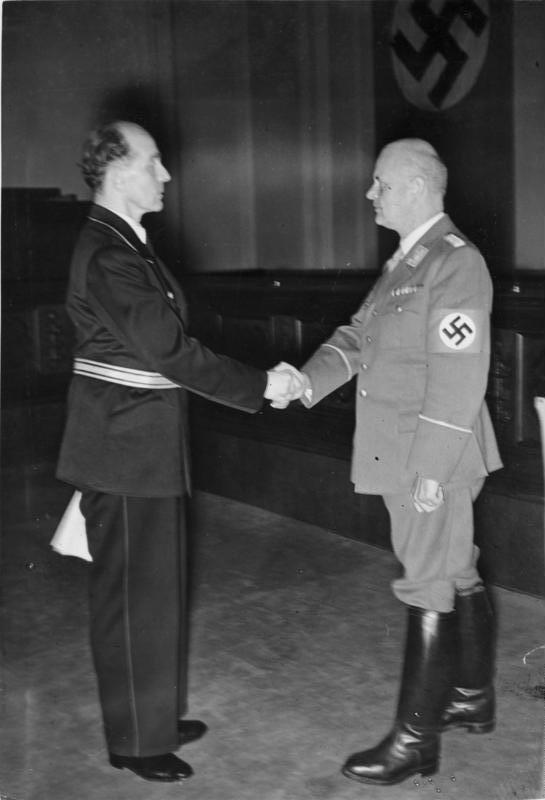
Два голови Народної судової палати: зліва направо Роланд Фрайслер (1942-1945) і Отто Тірак (1936-1942). Серпень 1942

Народна судова палата (нім. Volksgerichtshof) — вищий судовий орган Третього рейху.
Створений декретом від 24 квітня 1934 року, незабаром після Підпалу Рейхстагу, як надзвичайний суд, який займався розглядом справ про державну зраду, шпигунство і інші політичні злочини. Члени суду призначалися Адольфом Гітлером на п'ятирічний термін.

## Дія судового органу
Масштаб репресій у Третьому Рейху був у багато разів менше, ніж у СРСР. За одними даними, до початку Другої світової війни палата засудила близько 225 тис. осіб в загальній складності до 600 тис. років позбавлення волі, а смертних вироків винесла понад 5 тис.
За іншими даними, за весь період дії палати нею були розглянуті справи щодо 15,7 тис. осіб, з яких 5,3 тис. були засуджені до смертної кари, а 1,3 тис. людина — виправдані.
22 лютого 1943 р. відбувся процес над активістами мюнхенського студентського Опору «Біла троянда» під головуванням Роланда Фрейслера, який виніс їм смертні вироки.
У Першому відділенні суду розглядалися справи учасників Змови 20 липня 1944 року (опрація "Валькірія").

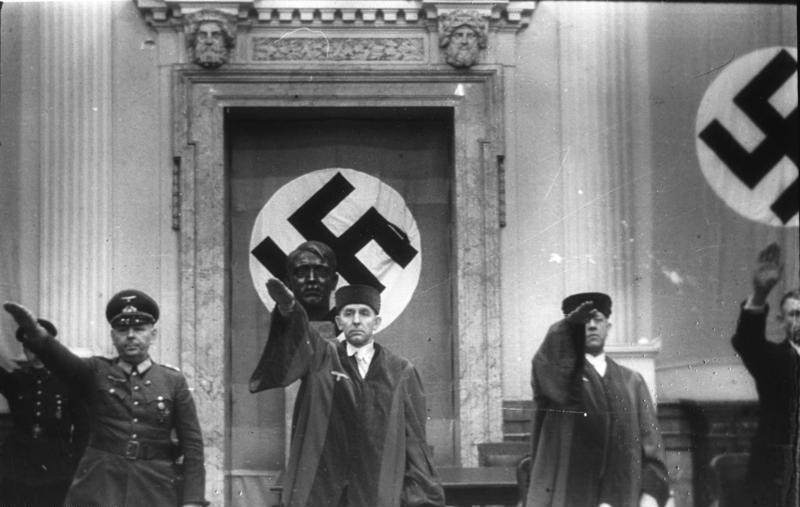
Засідання НСП у справі про змову 20 липня 1944. Зліва направо: Герман Райнеке, Роланд Фрайслер, Ернст Лауц

## Керівники суду
- Фріц Рен (13 липня — 18 вересня 1934)
- Вільгельм Брунер (1934-1936)
- Отто Георг Тірак (1936-1942)
- Роланд Фрайслер (серпень 1942 — 3 лютого 1945)
- Вільгельм Кроне (в. о., 3 лютого — 12 березня 1945)
- Гаррі Гаффнер (12 березня — 24 квітня 1945)